# 歐內斯特·羅斯
小歐內斯特·李·羅斯（英語：Earnest Lee Ross Jr.，1991年1月27日—）為關島男子籃球運動員，最後效力於台灣職業籃球大聯盟桃園台啤永豐雲豹。

## 職業生涯
2021年7月30日，B3聯賽橫濱卓越與羅斯達成簽約協議。2022年7月12日，B3聯賽豐田合成蠍子簽下羅斯。2023年6月22日，豐田合成蠍子與羅斯簽約。2024年10月，羅斯加入蒙古籃球聯賽SG猿人。2025年1月21日，台灣職業籃球大聯盟桃園台啤永豐雲豹簽下羅斯。3月21日，桃園台啤永豐雲豹宣布與羅斯達成離隊協議，本季出賽5場比賽繳出場均10.2分、6籃板、2.6助攻的表現。

## 外部連結
- 歐內斯特·羅斯在fiba.basketball（英语）
- 歐內斯特·羅斯在fiba3x3.com（英语）
- 歐內斯特·羅斯在NBA G聯盟官網（英语）
- 歐內斯特·羅斯在B.LEAGUE官網（日语）
- 歐內斯特·羅斯在台灣職業籃球大聯盟官網
- 歐內斯特·羅斯在Basketball-Reference.com（NBA G聯盟）（英语）
- 歐內斯特·羅斯在Basketball-Reference.com（國際）（英语）
- 歐內斯特·羅斯在Sports-Reference.com（NCAA）（英语）
- 歐內斯特·羅斯在Eurobasket.com（球員）（英语）
- 歐內斯特·羅斯在Proballers（英语）
- 歐內斯特·羅斯在RealGM（球員）（英语）
- 歐內斯特·羅斯在Flashscore（英语）
- 歐內斯特·羅斯在Flashscore（英语）